# Dacnis d'espatlles grogues
La dacnis d'espatlles grogues (Dacnis egregia) és un ocell de la família dels tràupid (Thraupidae).

## Hàbitat i distribució
Habita la selva pluvial, clars, vegetació secundària i sabanes de les terres baixes al nord-oest i centre de Colòmbia i oest de l'Equador.